# 中国国家博物館

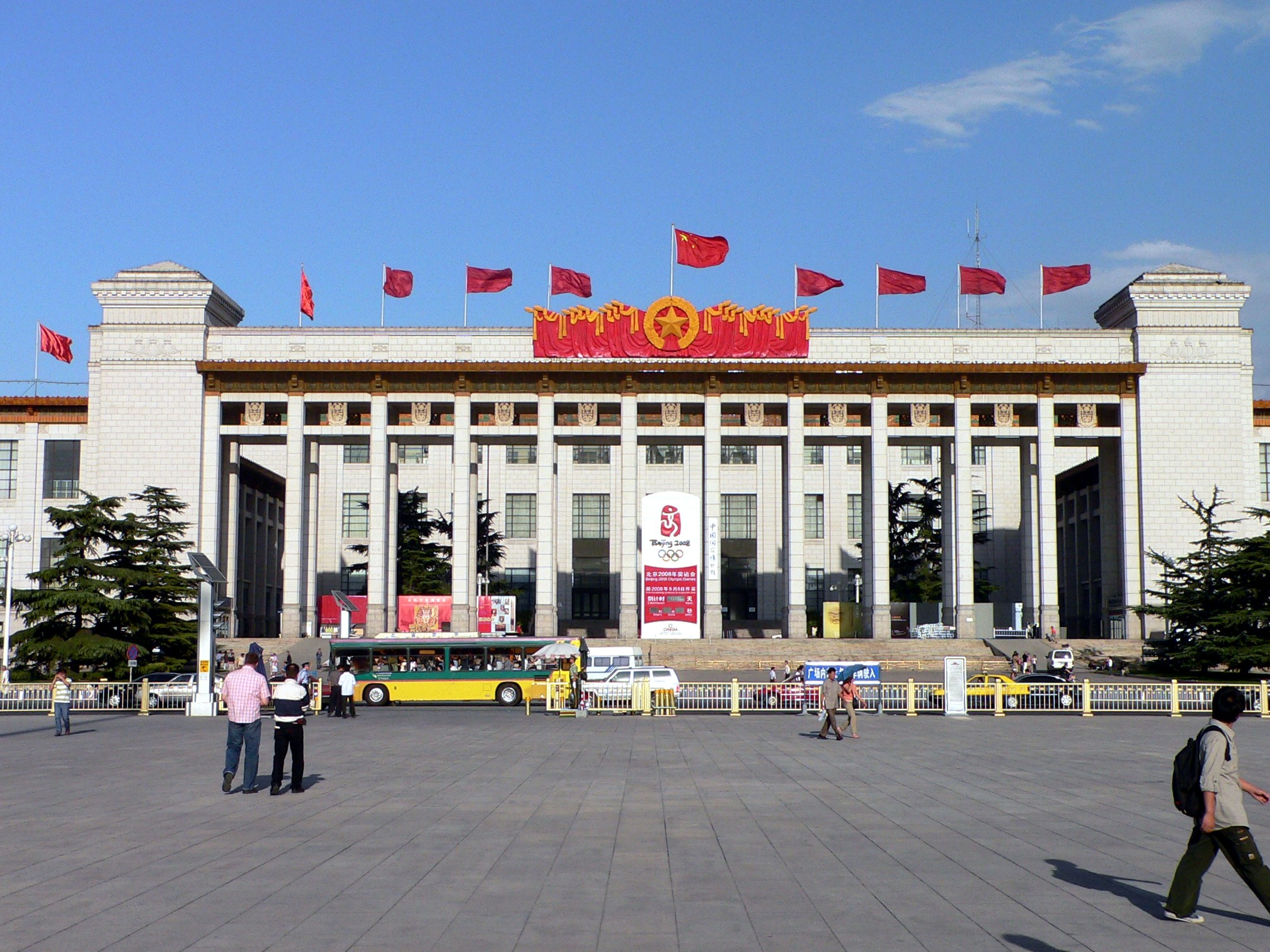
中国歴史博物館正門。2008年北京オリンピックへのカウントダウン時計がある

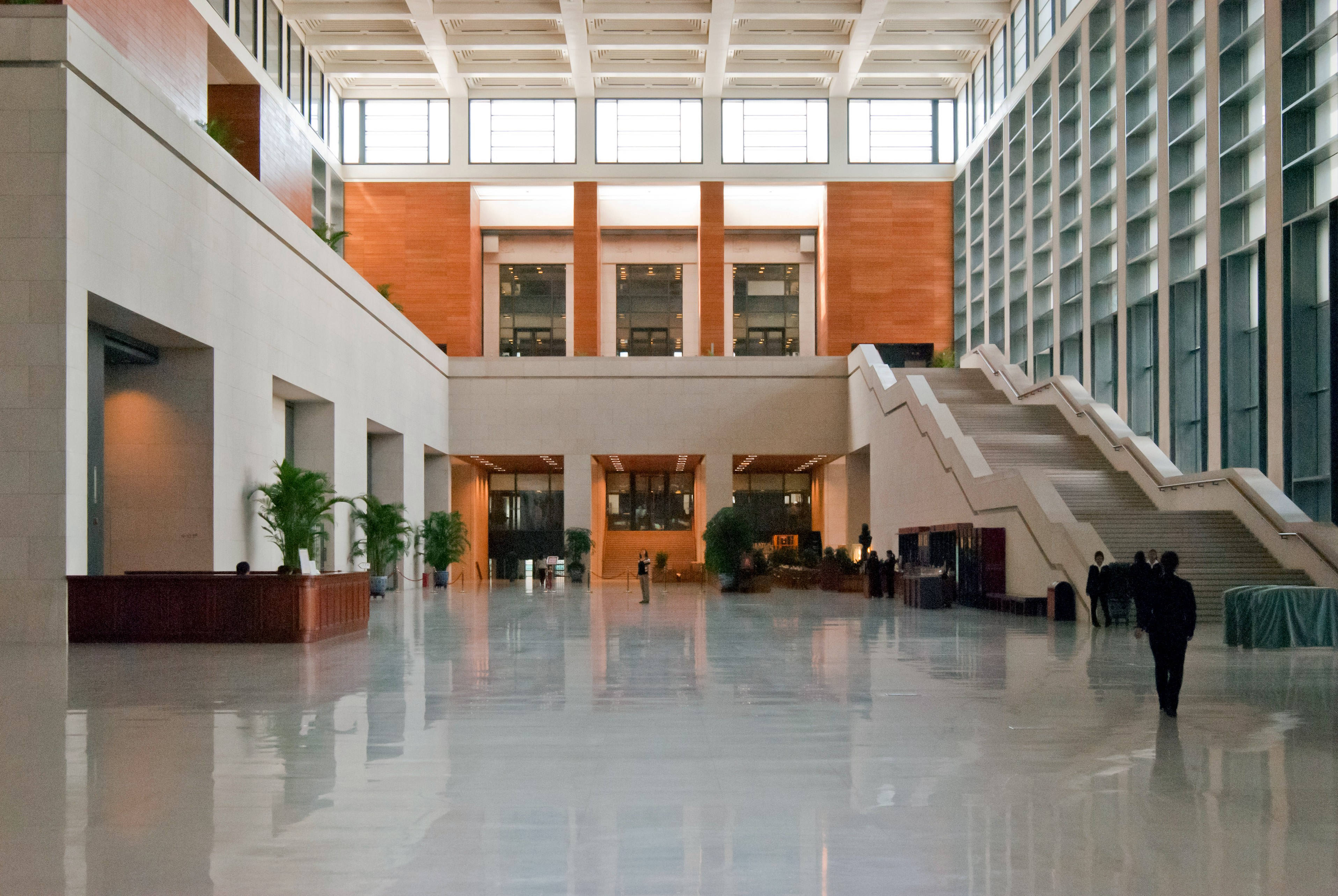
中国国家博物館の内部のホール

中国国家博物館（ちゅうごくこっかはくぶつかん）は、中華人民共和国北京市の天安門広場東側に位置する総合博物館である。2003年以前は同一の建物に「中国歴史博物館」と「中国革命博物館」という別々の博物館が設置されていたが、2003年に合併して国家博物館と改編された。

## 歴史
中国歴史博物館の前身は、1912年7月9日に中華民国教育部が国子監に置いた「国立歴史博物館籌備処」（国立歴史博物館準備室）である。1924年8月1日に正式に一般公開され、1926年に国立歴史博物館という名称になった。
1949年10月1日、中華人民共和国の成立の同日に「国立北京歴史博物館」と改称され、中央人民政府文化部に移管された。1959年には更に「中国歴史博物館」と改名している。
中国革命博物館の前身は、1950年3月に成立した「国立革命博物館籌備処」（国立革命博物館準備室）である。1960年に正式に「中国革命博物館」として開館している。
1959年8月、天安門広場の西側に人民大会堂の完成と同時に、対面の広場東側に革命博物館と歴史博物館の入る大規模な建築物が竣工した。1959年10月1日、建国10周年を記念して一般公開された。
2003年2月28日、両館は合併し中国国家博物館に改編される。国家博物館の総面積は65,000平方mあまりで、両翼の間にある中央部分には十二本の巨大な方柱が取り巻く回廊が設けられている。観客はこの門廊を入り、回廊の向こうにある中央大庁へ進む。回廊を挟んだ両翼は南北対称に設計されている。高さは4階建てで40m、幅は149m となっている。
2007年4月からは拡張工事が行われた。旧両博物館の間には広大な中庭が存在したが、その中庭及び旧館の天安門広場から見えない部分を取り壊した跡に新館を建設する形の拡張になる。天安門広場側の旧館の建物は残され、新館の高さも旧館に合わせることにより、天安門広場から見た景観が大きく変化しないように考慮されている。同年春節に発表された設計案によれば、拡張後の総面積は6.5万平方mから19.19万平方mになる。拡張および改修はドイツの大手建築事務所、ゲルカン・マルク（Gerkan, Marg and Partners）が担当した。
工事の関係で国家博物館は2007年1月31日から閉館に入っており、2010年3月1日に竣工し、2011年3月17日に世界最大級の博物館として再開館した。
2024年7月27日に天安門広場およびその建築群（天安門広場・人民英雄紀念碑・毛主席紀念堂・国家博物館・人民大会堂）は「北京中軸線：中華の理想的秩序を示す建造物群」の一部として世界遺産に登録された。

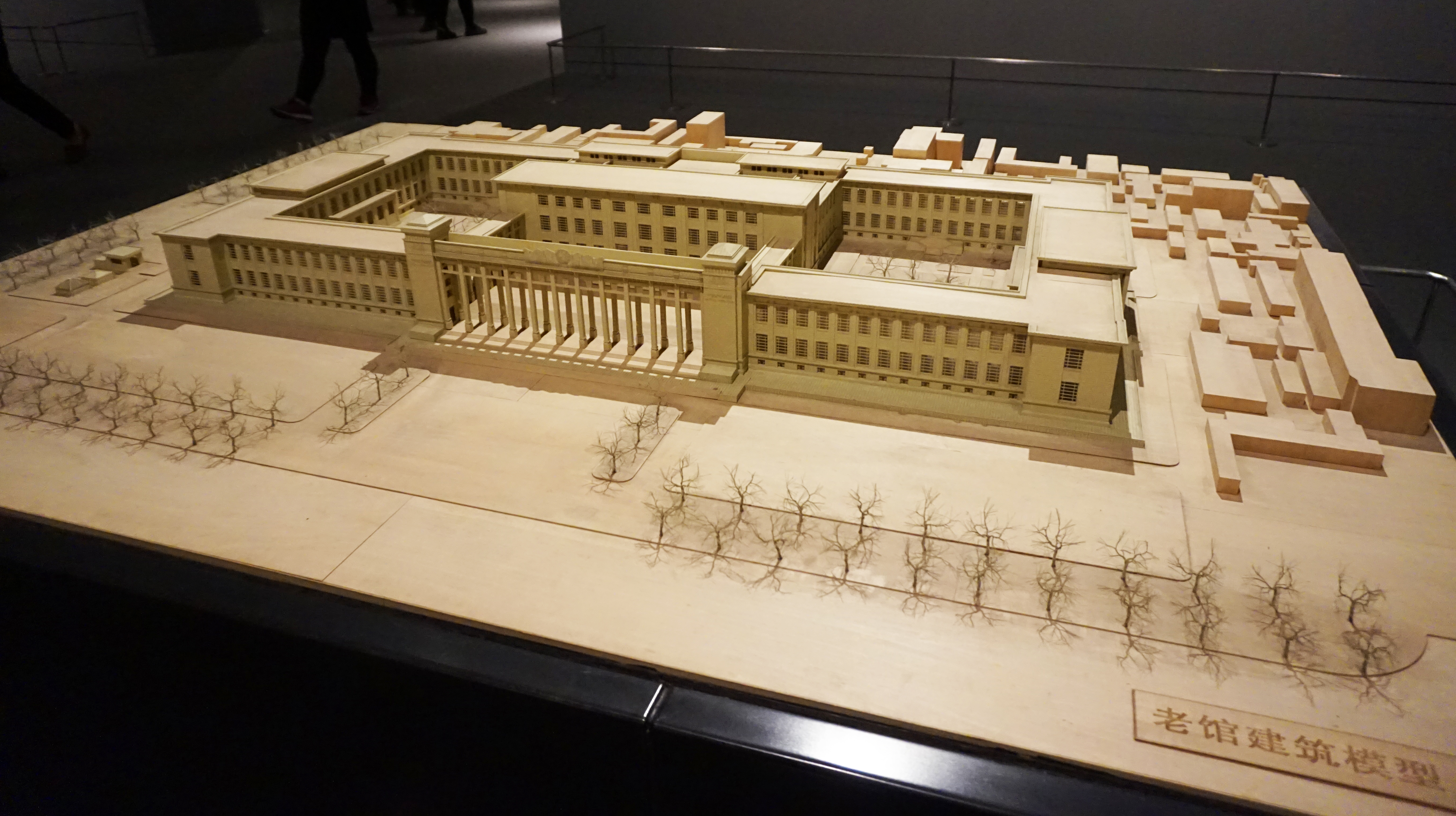
改装前の国家博物館建物の模型
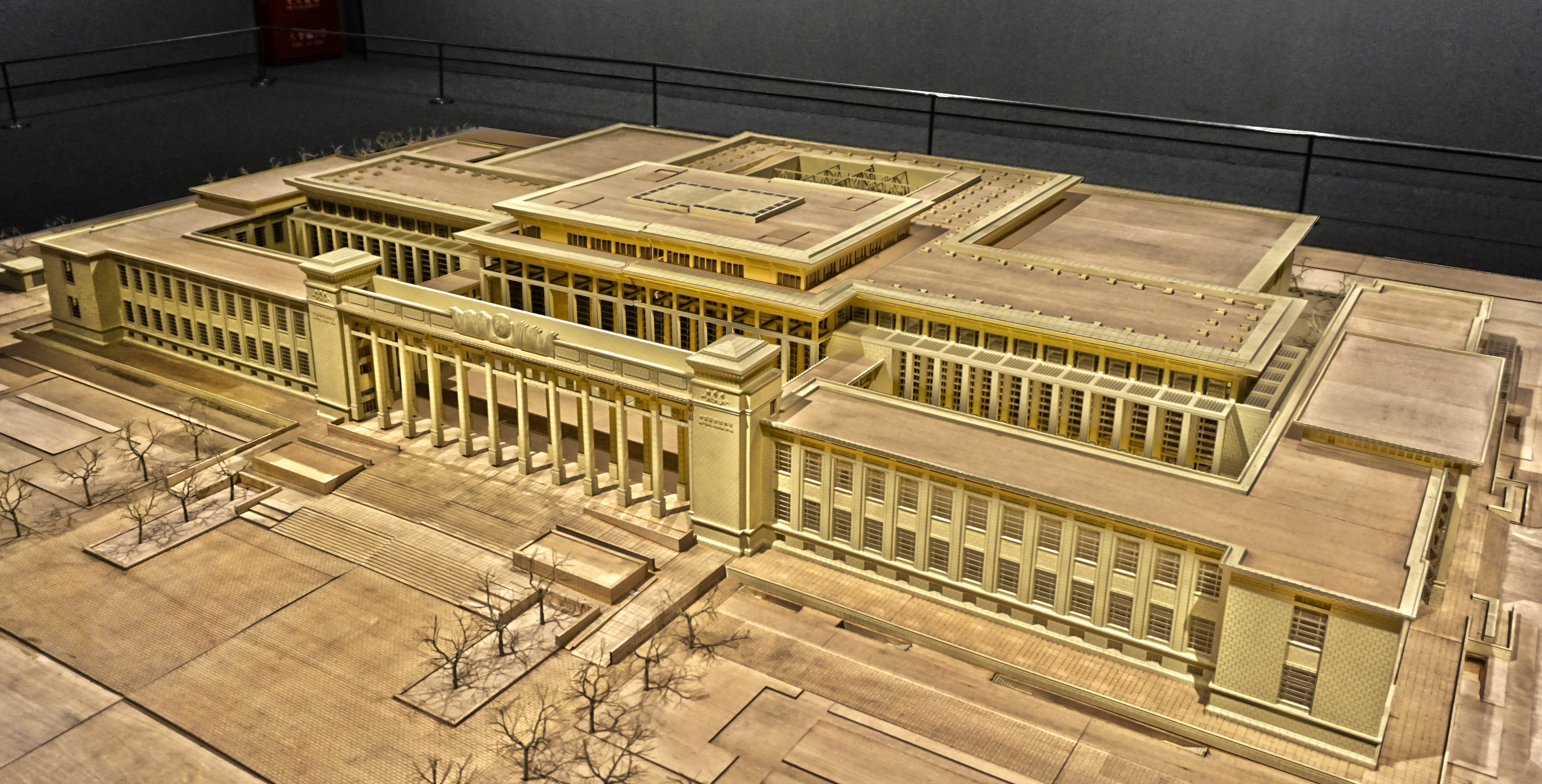
改装後の国家博物館建物の模型

## 所蔵品と展示
文物中国史のコーナー（中国歴史博物館の後継）は、中国の古代から近代に至る文物資料の収蔵と展示、および歴史科学や関係する分野の学術研究を行う機関であり、館蔵の文物の合計は62万件にのぼる。常設展は中国の通史を主とし、展示面積は8,000平方m、常設展で陳列されている文物や資料の数は約9,000件である。このほか、歴史・考古・文物などに関するテーマを設けた特別展も開催されている。
歴史博物館に所蔵されている宝物のうち、最も貴重な文物には、殷代の現存する最大の青銅器・后母戊鼎（高さ133cm、足の高さ46cm、厚さ6cm、重さ875kg）、漢代の金縷玉衣、東呉の青瓷羊、唐三彩、戦国時代の陶質雕塑などがあり、中国の歴史教科書に掲載されているような文物を常に見ることができる。
また観客は北京のみならず中国各地や海外からも訪れており、日本、イタリア、ギリシア、エジプトなどの博物館から貸し出される各国の国宝級文物の特別展も開催される。
近代中国のコーナー（中国革命博物館の後継）は1840年から1950年にかけての中国近代革命の資料を収蔵・展示しており、アヘン戦争と列強の侵入・変法自強運動・辛亥革命・軍閥政治・満州事変・日中戦争・国共内戦など中国の近代史や革命史を中心とした展示を行っている。
また「国家博物館蝋像芸術館」では、中国の古代史から革命史上の人物、現代のスターに至るまで、中国の重要人物を蝋人形で展示している。

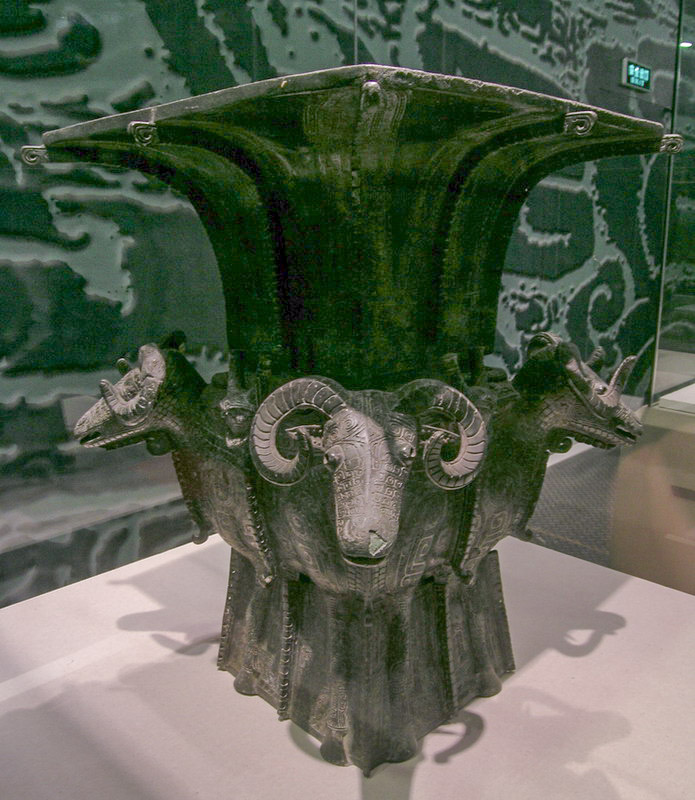
四羊方尊、殷代晩期（紀元前13世紀～前10世紀）、1938年に湖南省寧郷県月山鋪で出土
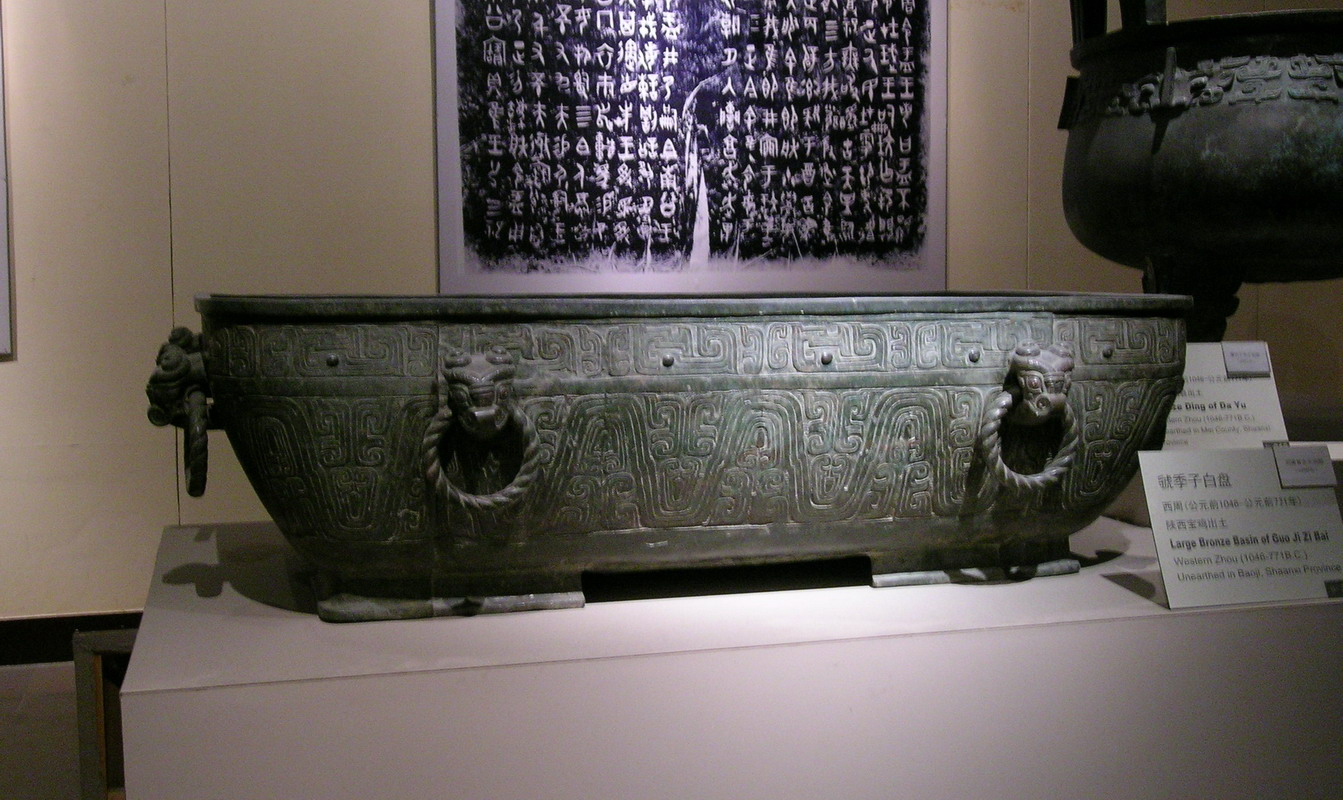
虢季子白盤、西周の宣王の時期（紀元前827年～前782年）、伝陝西省宝鶏出土
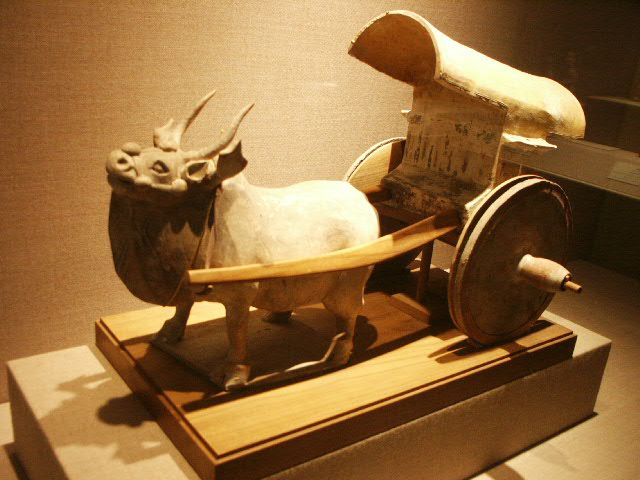
漢代の陶製の牛車
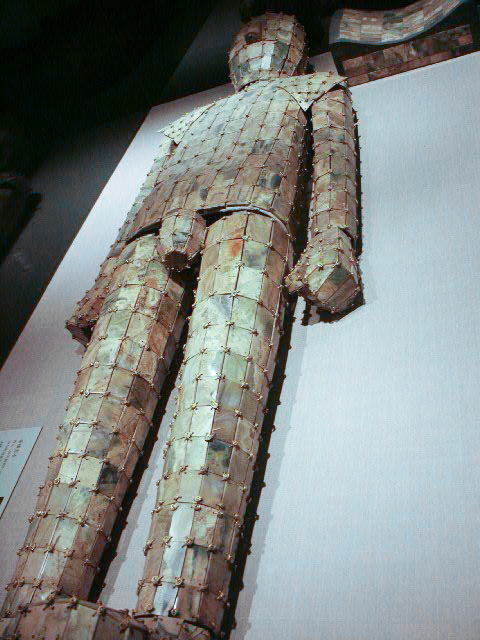
漢代の金縷玉衣

## カウントダウン

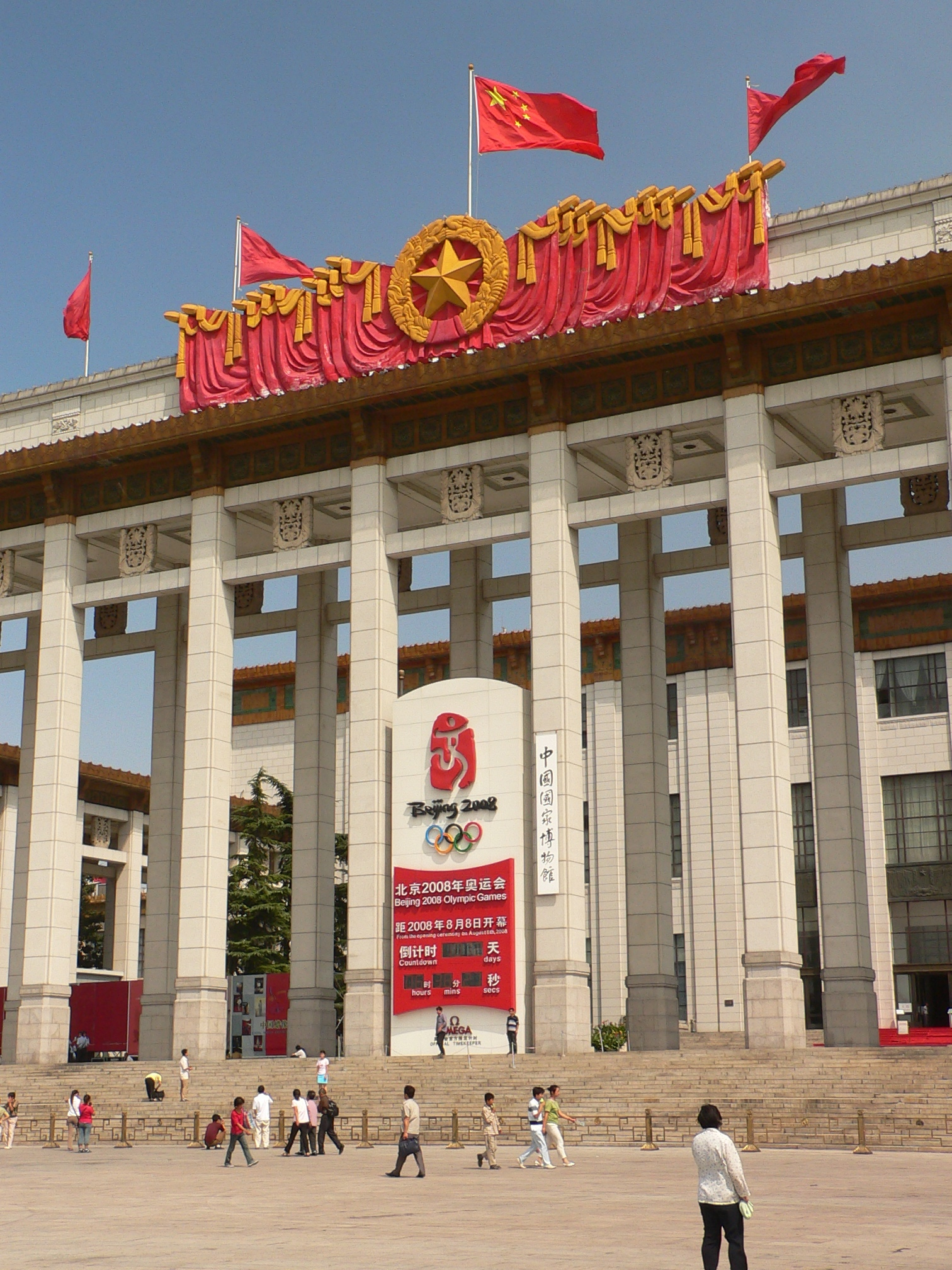
北京オリンピックのカウントダウン

1990年代以来、天安門広場に面した博物館正門の列柱には、中国政府にとっての大イベントがあるたびにカウントダウン用の大きな時計や装飾が置かれてきた。
1994年12月19日には、香港返還を決定した1984年12月19日の「中英共同声明」十周年を記念して「中国政府対香港恢復行使主権倒計時牌」（中国政府の対香港主権行使回復カウントダウン時計）が設置され、1997年7月1日0時に向けてカウントダウンを行った。
マカオ返還の際も、マカオ特別行政区準備委員会発足当日の1998年5月5日に「中国政府恢復対澳門行使主権倒計時牌」（中国政府の対マカオ主権行使回復カウントダウン時計）が除幕され、1999年12月20日0時に向けてカウントダウンを行った。
アテネオリンピック閉幕後の2004年9月21日午後6時には北京オリンピック組織委員会がカウントダウン時計を設置し、2008年8月8日午後8時の北京オリンピック開幕へ向けてのカウントダウンを行った。

## 騒動
2022年9月、中韓国交正常化30周年と日中国交正常化50周年に合わせ、韓国・中国・日本の国立博物館が共催する古代の青銅器に関する特別展において、韓国が提供した朝鮮史の年表には高句麗と渤海の建国年が含まれていたが、中国国家博物館での特別展では朝鮮史の年表から高句麗と渤海の建国年が削除されていた。韓国外交部は、「歴史問題はわが民族のアイデンティティーと関連した事案であるだけに、どのような歴史歪曲の動き対しても明確な事実関係の確認に基づいて断固たる対応を取っている」とし、外交レベルで必要な措置を取る方針を示した。

## 入館料
無料　予約制